# مؤسسة أكاديمية
المؤسسة الأكاديمية هي مؤسسة تعليمية مكرسة للتعليم والبحث، والتي تمنح الدرجات العلمية.

## أنواع المؤسسات الأكاديمية
- المدارس الابتدائية - (من المؤسسات الفرنسية الأولى [1]) التي يتلقى فيها الأطفال المرحلة الأولى من التعليم الإلزامي المعروف باسم التعليم الابتدائي أو الأساسي. المدرسة الأساسية هي المصطلح المفضل فيالمملكة المتحدة والعديد من دول الكومنولث، وفي معظم منشورات منظمة الأمم المتحدة للتربية والعلم والثقافة (اليونسكو).[2] ويفضل في بعض البلدان، ولا سيما في أمريكا الشمالية، مصطلح «المدرسة الابتدائية». وعادة ما يلتحق الأطفال بالمدارس الابتدائية من سن الرابعة أو الخامسة حتى سن الحادية عشرة أو الثانية عشرة.
- المدارس الثانوية - المؤسسات التي تجري فيها المرحلة النهائية من التعليم الإلزامي، والمعروفة بالتعليم الثانوي. ويأتي ذلك من التعليم الابتدائي أو الأساسي. هناك العديد من الأنواع المختلفة من المدارس الثانوية والمصطلحات المستخدمة تختلف في جميع أنحاء العالم. وعادة ما ينتقل الأطفال إلى المدارس الثانوية الذين تتراوح أعمارهم بين 11 و 14 سنة وينتهيون بين سن 16 و 18 عاما، على الرغم من وجود تباين كبير بين بلد وآخر. في أمريكا الشمالية غالبا ما يستخدم مصطلح المدرسة الثانوية كمرادف للمرحلة الثانوية.
- المؤسسات التعليمية المتقدمة، والمعروفة أيضا بمدارس التعليم العالي أو التعليم بعد الثانوي، الذي يشار إليه أيضا باسم المرحلة الثالثة، والمستوى الثالث، والتعليم ما بعد الثانوي، هو المستوى التعليمي بعد إتمام المدرسة التي توفر التعليم الثانوي، مثل مدرسة ثانوية، أو أكاديمية للألعاب الرياضية. ويؤخذ التعليم العالي عادة ليشمل التعليم الجامعي والدراسات العليا، في حين يعرف التعليم والتدريب المهنيان بعد التعليم الثانوي بالتعليم الإضافي.

يمكن تقسيم هذه الأنواع من المؤسسات إلى مزيد من التفصيل حسب نوع التعليم الذي تقدمه وشكل التمويل الذي تستخدمه.

### أنواع التمويل
- المدارس الخاصة - المدارس الخاصة، أو المدارس المستقلة، هي المدارس التي لا تديرها الحكومة المحلية أو الولائية أو الوطنية، التي تحتفظ بالحق في اختيار جسدها الطلابي وتمول كليا أو جزئيا من خلال فرض رسوم على طلابها وليس على الجمهور (الدولة). في المملكة المتحدة وبعض بلدان الكومنولث الأخرى، يقتصر استخدام هذا المصطلح بوجه عام على مستويات التعليم الابتدائي والثانوي: وهي لا تستخدم أبدا تقريبا في الجامعات أو غيرها من مؤسسات التعليم العالي.
- المدارس الدينية - المدرسة الدينية (تعرف أيضا باسم مدرسة الإيمان أو مدرسة الطائفة) هي نوع من المدارس التي تشارك في التعليم الديني بالإضافة إلى التعليم التقليدي. والمدارس الدينية هي عادة مدارس نحوية أو مدارس ثانوية تديرها كنائس أو أبرشية أو رعايا. قد يكون التعليم العالي الذي قد لا يتطلب دراسة في عقيدة دينية معينة في التقليد أو بدعم مباشر من منظمة دينية، وقد يتلقى أو لا يتلقى تمويلا أساسيا من ذلك أو أي منظمة دينية أخرى، لا يشار إليها عادة باسم «دينية».
- المدارس العامة - في بعض البلدان، يتم تمويل وتشغيل المدرسة الحكومية من قبل وكالة حكومية لا تتقاضى رسوما دراسية؛ بدلا من ذلك، یتم الحصول علی التمویل من خلال الضرائب أو غیرھا من الإیرادات التي تحصلھا الحکومة. هذا هو على النقيض من المدارس الخاصة (المعروف أيضا باسم المدارس المستقلة). وهنا، تستخدم كلمة «عامة» بالمعنى نفسه الذي تستخدمه «المكتبة العامة»، أي ممنوحة اللجمهور على نفقة الجمهور. وتتراوح هذه المدارس العامة في فصول من رياض الأطفال إلى أربع سنوات من المدرسة الثانوية أو الثانوية، وعادة ما تأخذ التلاميذ حتى سن السابعة عشرة أو الثامنة عشرة.

### التعليم المقدم
- كلية - هذا المصطلح، من (كوليجيوم اللاتينية) يستخدم في كثير من الأحيان اليوم للدلالة على مؤسسة تعليمية. على نطاق أوسع، يمكن أن يكون اسم أي مجموعة من الزملاء (انظر، على سبيل المثال الكلية الانتخابية، كلية الأسلحة، كلية الكرادلة). في الأصل، كان يعني مجموعة من الأشخاص الذين يعيشون معا تحت مجموعة مشتركة من القواعد؛ والواقع أن بعض الكليات تطلق على أعضائها «الزملاء». ويختلف الاستخدام الدقيق للمصطلح بين البلدان الناطقة بالانكليزية.
- الجامعة - الجامعة هي مؤسسة للتعليم العالي والبحث، والتي تمنح الدرجات العلمية على جميع المستويات (البكالوريوس، والماجستير، والدكتوراه) في مجموعة متنوعة من المجالات. وتقدم الجامعة التعليم الجامعي والتعليم العالي. كلمة جامعة مستمدة من المصطلح اللاتيني:"universitas magistrorum et scholarium"، ومعناه «مجتمع المعلمين والعلماء».[3]
- المدارس التقنية - المدرسة التقنية هي مصطلح عام يستخدم في الكلية لمدة عامين والتي توفر في الغالب مهارات إعداد العمالة للعمل المدرب، مثل اللحام وفنون الطهي وإدارة المكاتب.
- المدارس المهنية / التجارية - يتم تشغيل مدرسة مهنية، توفرالتعليم المهني، وكذلك يشار إليها كمدرسة تجارية أو كلية مهنية، والمدرسة لغرض صريح لإعطاء الطلاب المهارات اللازمة لأداء وظيفة أو وظائف معينة. ومن الناحية التقليدية، لم تكن المدارس المهنية قائمة على مواصلة التعليم بمعنى الفنون الليبرالية، وإنما كانت تدرس فقط المهارات الخاصة بالوظيفة، ومن ثم فقد اعتبرت على نحو أفضل مؤسسات مكرسة للتدريب وليس التعليم.[4]

### المدارس الاحترافية
- كلية الطب - كلية الطب أو كلية الطب هي مؤسسةالتعليم العالي أو جزء من هذه المؤسسة التي تعلم الطب. بالإضافة إلى تلبية متطلبات رئيسية لتصبح طبيبا، وبعض المدارس الطبية تقدم برامج درجة الماجستير، وبرامج الدكتوراه (دكتوراه في الفلسفة)، والبرامج التعليمية الأخرى. كما يمكن للمدارس الطبية توظيف الباحثين الطبيين وتشغيل المستشفيات أو البرامج الأخرى.
- كلية الحقوق - توفر مدارس الحقوق تعليما قانونيا. التعليم القانوني هو تعليم الأفراد الذين ينويون أن يصبحوا مهنيين قانونيين أو أولئك الذين لديهم النية في الحصول على درجة القانون إلى حد ما، سواء تتعلق بالقانون (مثل السياسية أو الأكاديمية) أو الأعمال التجارية.
- كلية طب الأسنان
- كلية الطب البيطري - المدرسة البيطرية هي مؤسسة التعليم العالي، أو جزء من هذه المؤسسة، التي تشارك في تعليم الممارسين البيطريين في المستقبل (الأطباء البيطريين). تختلف معايير الدخول وهيكلها وطريقة تدريسها وطبيعة البرامج البيطرية المقدمة في المدارس البيطرية اختلافا كبيرا في جميع أنحاء العالم.
- كلية الصيدلة - تختلف متطلبات تعليم الصيدلة، والترخيص الصيدلي والتعليم المستمر الدراسات العليا من بلد إلى آخر وبين المناطق / المحلية داخل البلدان. في معظم البلدان، يدرس الصيادلة المحتملون الصيدلية في مدرسة صيدلية أو مؤسسة ذات صلة. بعد التخرج، يتم ترخيصهم إما على الصعيد الوطني أو حسب المنطقة لتوزيع الأدوية من أنواع مختلفة في الإعدادات التي تم تدريبهم.